# Жидь
Жидь — річка в Україні, в Іллінецькій міській та Оратівській селищній громадах Вінницької області. Права притока Роськи (басейн Дніпра).

## Опис
Довжина річки 23 км. У річку впадає кілька безіменних струмків, споруджено ставки. Площа басейну 196 км².

## Притоки

### Праві
- Річка без назви - річка в Оратівській громаді. Довжина річки 7 км, площа басейну - 14 км². Тече переважно на північний захід через с. Мервин і впадає у Жидь у с. Чагів за 14 км від його гирла. Річку перетинає автомобільна дорога Р17.

- Річка без назви - річка в Оратівській громаді. Довжина річки 5,4 км, площа басейну - 13,8 км². Бере початок на північному заході від колишнього с. Лишава. Тече переважно на північний захід через с. Велика Ростівка і впадає у Жидь біля с. Медівка за 8 км від його гирла.

### Ліві
- Річка без назви - річка в Оратівській громаді. Довжина річки 7,8 км, площа басейну - 22,3 км². Бере початок на південному сході від с. Очитків. Тече переважно на південний схід і впадає у Жидь у с. Медівка за 8,4 км від його гирла.

- Кожанка.

## Розташування
Бере початок у Володимирівці. Тече переважно на південний схід і у Скалі впадає у річку Роську, праву притоку Росі.
Населені пункти вздовж берегової смуги: Чагів, Мала Ростівка, Медівка.
Річку перетинає автомобільна дорога Р17.
На річці знаходиться гідрологічний заказник місцевого значення «Малоростівський».

## Галерея

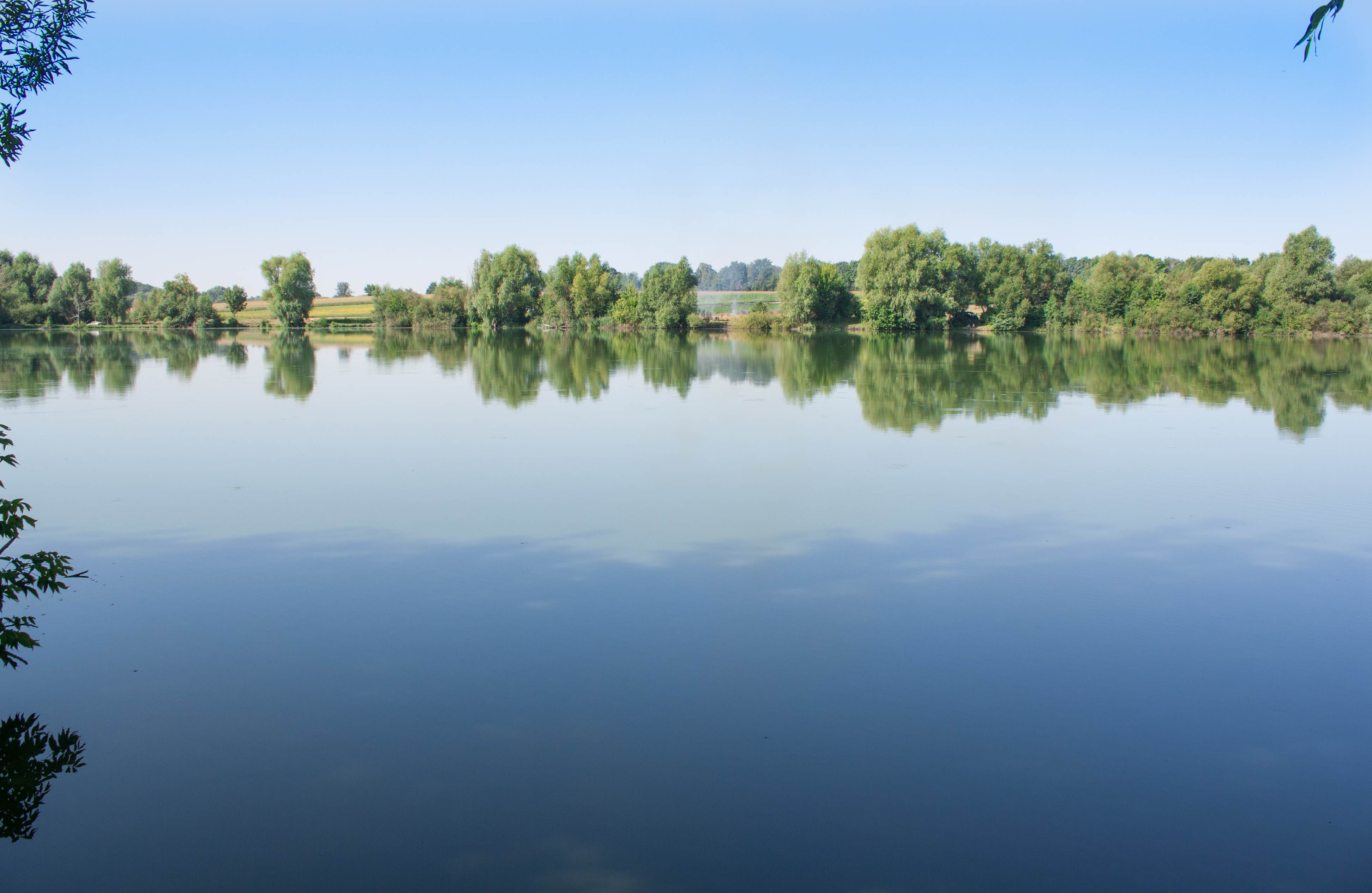
Ставок на річці в селі Мала Ростівка
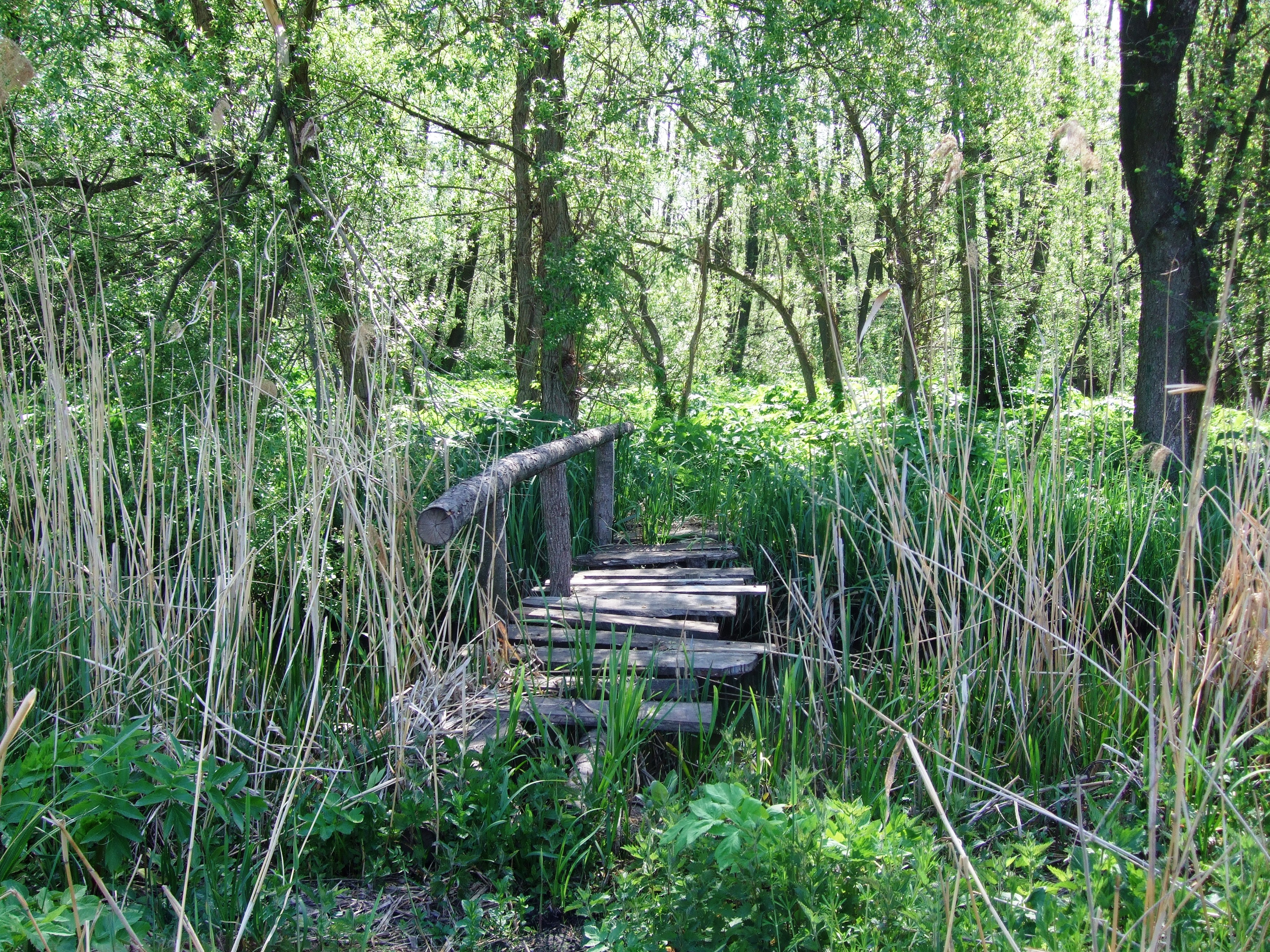
Місток через річку і вільховий заплавний ліс
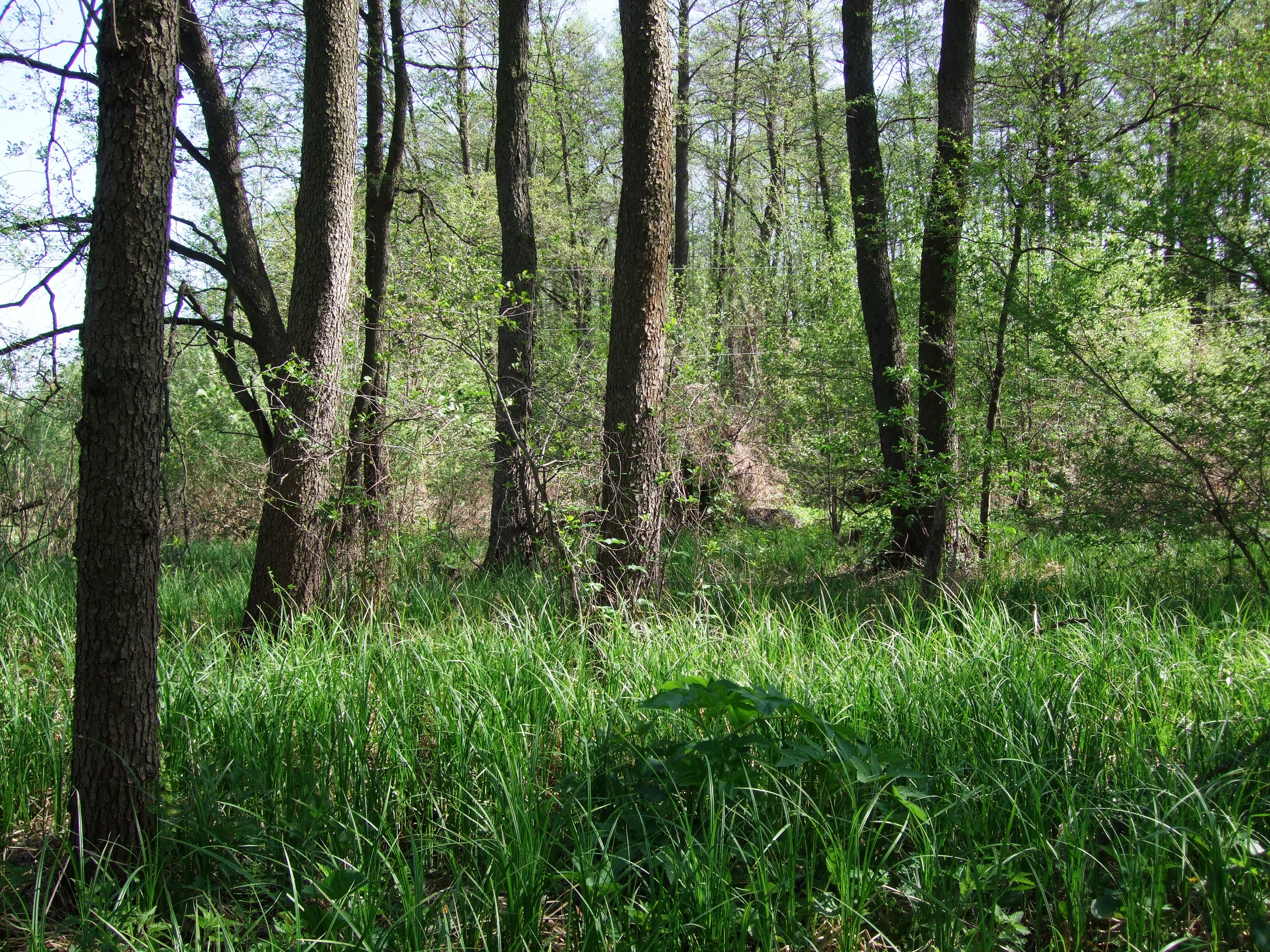
Вільховий ліс у заплаві, Малоростівський заказник